# Marsai Martin
Marsai Martin, född den 14 augusti 2004 i Plano i Texas, är en amerikansk skådespelare.
Martin har bland annat medverkat i TV-serierna  Black-ish (2014–2022) och Dragons Rescue Riders: Heroes of the Sky (2021–2022) samt i filmerna Paw Patrol: Filmen från 2021 och Paw Patrol: Storfilmen från 2023.

## Filmografi (i urval)
- 2014–2022: Black-ish
- 2021–2022: Dragons Rescue Riders: Heroes of the Sky
- 2021: Paw Patrol: Filmen
- 2023: Paw Patrol: Storfilmen
- 2024 – Good Times (TV-serie)
- 2025 – G20